# Liste de ponts du Gers
Cette page présente une liste de ponts du département français du Gers (région Occitanie), en France.
Les ponts de cette liste, non exhaustive, sont classés en deux grandes catégories : les grands ouvrages et les ponts présentant un intérêt architectural ou historique.

## Grands ouvrages

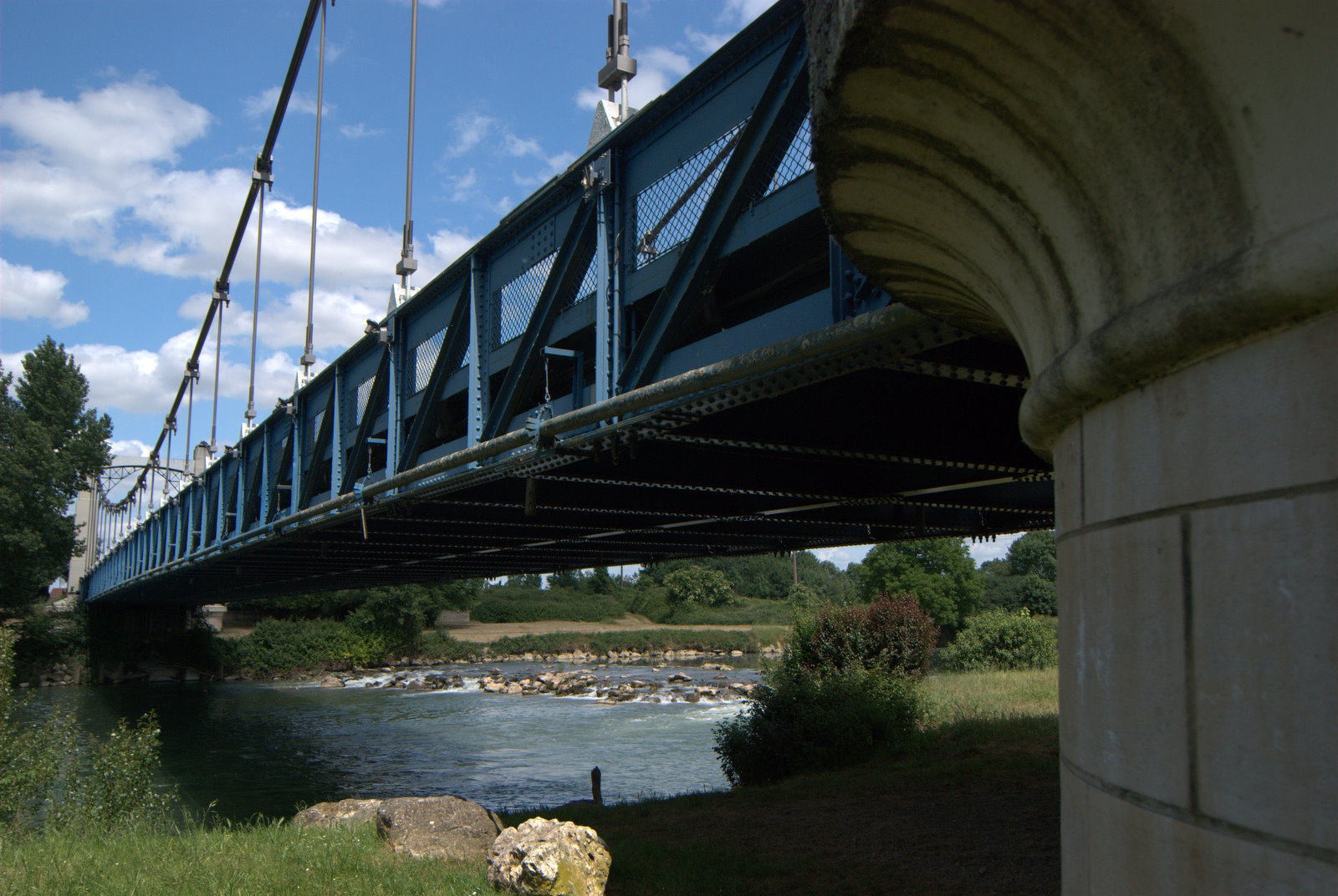
Pont suspendu de Riscle

Les ouvrages de longueur totale supérieure à 100 m du département du Gers sont classés ci-après par gestionnaires de voies.

### Ponts routiers
- RN124 : Pont sur la Gimone (120 m)[1].
- D935 : Pont suspendu de Riscle (102,5 m)[2].
- D262 : Pont de Saint-Mont sur l'Adour.

### Ponts ferroviaires
- Pont métallique Eiffel de Tarsac.
- Viaduc de Castin (126 m) sur l'ancienne ligne d'Eauze à Auch[3].

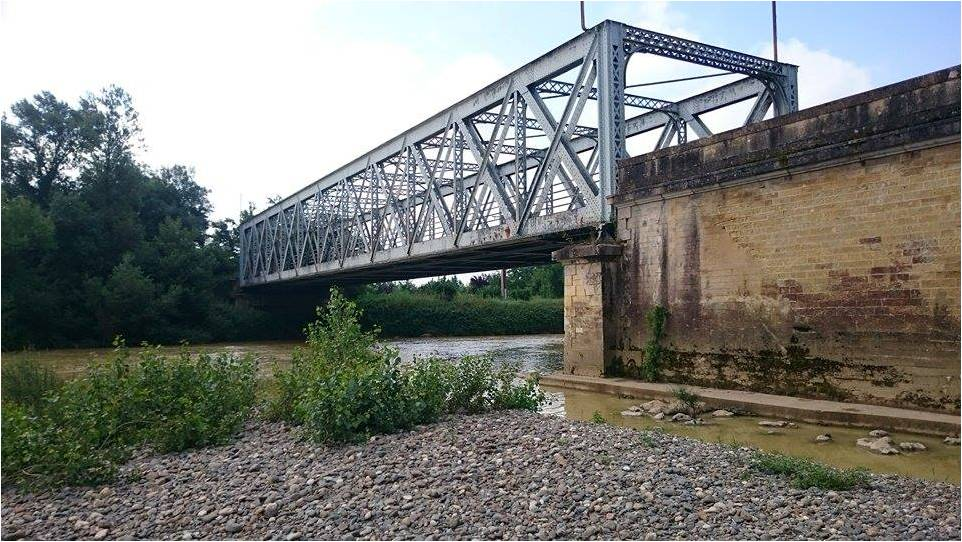
Pont métallique Eiffel de Tarsac

- Pont métallique sur l'Adour (144 m) en limite des communes de Termes-d'Armagnac et d'Izotges sur la ligne de Port-Sainte-Marie à Riscle suivi d'un second pont (111 m) sur un bras de l'Adour, en direction de Riscle.

### Anciens grands ouvrages
- Viaduc de Laas[4], d'une longueur de 249,60 m[5], construit par Gustave Eiffel[6], qui franchissait l'Osse, sur la ligne de Bon-Encontre à Vic-en-Bigorre.

## Ponts présentant un intérêt architectural ou historique

### Patrimoine mondial de l'humanité

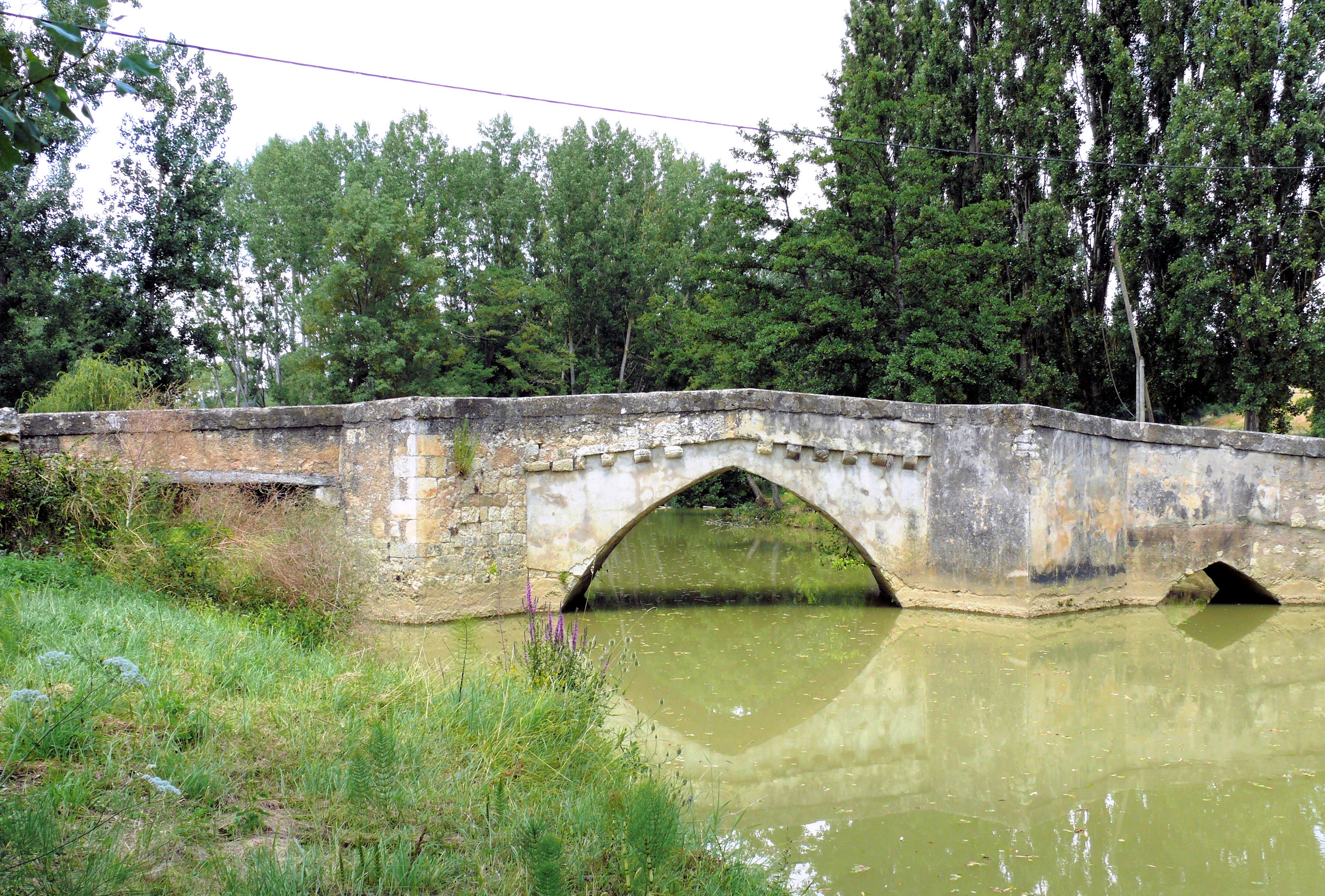
Vieux pont de Pavie

Le Pont d'Artigues, entre Beaumont et Larressingle, est inscrit depuis 1998 au patrimoine mondial de l'humanité par l'UNESCO au titre des Chemins de Saint-Jacques de Compostelle en France,.

### Monuments historiques
Deux ponts du Gers sont inscrits à l’inventaire national des monuments historiques.
- Vieux pont de Pavie, édifié à la fin du XIIIe siècle : pont à trois arches classé monument historique en 1941[9],[10].
- Pont d'Aurenque, classé à l’inventaire des monuments historiques, entre Pauilhac et Castelnau-d’Arbieu[11].

### Autres ponts d'intérêt architectural ou historique
- Pont Tourné de L'Isle-Jourdain[12].
- Pont d'Endoumingue, pont barrage[13],[14].
- Pont Barlet et moulin Barlet à Condom[15].

## Sources
- Base de données Mérimée du Ministère de la Culture et de la Communication.